# Podział administracyjny Kościoła katolickiego w Mjanmie
Podział administracyjny Kościoła katolickiego w Mjanmie – w ramach Kościoła katolickiego w Mjanmie funkcjonują obecnie trzy metropolie, w których skład wchodzą trzy archidiecezje i trzynaście diecezji.
Jednostki administracyjne Kościoła katolickiego obrządku łacińskiego w Mjanmie:

## Metropolia Mandalaj
- Archidiecezja Mandalaj
  - Diecezja Banmaw
  - Diecezja Hakha
  - Diecezja Kalay
  - Diecezja Lashio
  - Diecezja Mindat
  - Diecezja Myitkyina

## Metropolia Taunggyi
- Archidiecezja Taunggyi
  - Diecezja Kengtung
  - Diecezja Loikaw
  - Diecezja Pekhon
  - Diecezja Taungngu

## Metropolia Rangun
- Archidiecezja Rangun
  - Diecezja Hpa-an
  - Diecezja Mawlamyine
  - Diecezja Pathein
  - Diecezja Pyain